# Subprotelater
Subprotelater là một chi bọ cánh cứng trong họ 
Elateridae.
Chi này được miêu tả khoa học năm 1916 bởi Fleutiaux.

## Các loài
Các loài trong chi này gồm:
- Subprotelater bakeri Fleutiaux, 1916
- Subprotelater hisamatsui Nakane, 1987
- Subprotelater japonicus Nakane & Hisamatsu, 1991
- Subprotelater williamsi Van Zwaluwenburg, 1942